# البيديو كويرينو
إلبيديو ريفيرا كويرينو، سياسي فلبيني يعود أصله لقبيلة «إيلوكانو»، وُلِد في 16 نوفمبر 1890، شغل منصب الرئيس السادس للفلبين في الفترة بين عامي (1948-1953)، دخل عالم السياسة بحكم مهنته في المحاماة بعد أن مثّل مقاطعة «إيلوكوس سور» في الفترة بين عامي (1919-1925). انتُخب ليكون سيناتورًا من 1925 إلى 1931، ليصبح بعدها في العام 1934 عضوًا في لجنة استقلال الفلبين التي أُرسلت إلى واشنطن وضمِنت تمرير قانون الاستقلال الفلبيني (Tydings–McDuffie Act) إلى الكونغرس الأمريكي. انتخب في عام 1935 عضوًا في المؤتمر المسؤول عن صياغة الدستور للكومنولث الجديد. شغل منصب وزير الداخلية والمالية في الحكومة الجديدة التي كان يرأسها «مانويل كويزون».
انتخب «كويرينو» نائبًا للرئيس في انتخابات عام 1946 بعد الحرب العالمية الثانية، ليُصبح بذلك الثاني والأخير للكومنولث والأول للجمهورية الثالثة. تولّى منصب الرئاسة بعد وفاة الرئيس حينها «مانويل روكساس» في عام 1948. فاز بمنصب الرئيس في انتخابات الحزب الليبرالي متغلبًا على نائب رئيس الحزب القومي والرئيس السابق «خوسيه لوريل» بالإضافة لزميله الليبرالي ورئيس مجلس الشيوخ السابق «خوسيه افيلينو». واجهت فترة إدارة كويرينو تحدّيات من قِبَل «جيش الأمة» (Hukbalahaps) المُعادي للاحتلال الياباني للفلبين الذين نهبوا البلدات. ترشح كويرينو مجددًا لمنصب الرئاسة عام 1953 لكنه هُزِم من قِبل «رامون ماجسايساي» ليكون الرئيس الفلبيني السابع في تاريخها.

## النشأة والمهنة
إلبيديو كويرينو من مواليد «كاوايان» التابعة لمقاطعة مقاطعة «إيلوكوس سور» بالرغم من أنه وُلِد في «فيغان». عُمّد في التاسع عشر من تشرين الثاني عام 1890، قضى سنواته الأولى في «آرينغاي»، «لا يونيون». درست تعليمه الابتدائي وتخرّج منه ليُصبح معلّمًا في موطنه «كاوايان»، تلقى تعليمه الثانوي في مدرسة فيغان الثانوية، توجه بعدها إلى «مانيلا» للعمل كفنيٍّ مبتدئ للكمبيوتر في مكتب إدارة الأراضي، وككاتب ممتلكات في إدارة شرطة مانيلا. أنهى مرحلته الثانوية في عام 1911، ونجح أيضًا في امتحان الخدمة المدنية عندما كان في المرحلة الأولى.
ارتاد كويرينو جامعة الفلبين في مانيلا. حصل على شهادة القانون من كلية الحقوق في الجامعة عام 1915، واعتُرف به في نقابة المحامين في وقت لاحق من العام نفسه، انخرط في الممارسة الخاصة للقانون. في عام 1950 تم تنسيبه في سنواته الأولى كشخص راشد إلى أخوية (Xenia)، وهي أخوية تجارية في جامعة الفلبين.

## حياته الشخصية
في السادس عشر من يناير1921 تزوّج كويرينو من إليشا سيكيا التي عاشت في الفترة بين (1903-1945)، وكان لهما خمسة أطفال: «توماس»، «نورما»، «أرماندو»، «فكتوريا»، و«في أنجيلا». في التاسع عشر من فبراير 1945، قُتلت زوجته وثلاثة من أبنائه «نورما»، «أرماندو»، و«في أنجيلا»، من قِبل القوات اليابانية أثناء فراراهم من المنزل أثناء معركة مانيلا. كان شقيقه «أنطونيو كويرينو» هو المالك لأنظمة البث الإذاعي «آلتو»، التي اندمج فيما بعد مع شبكة «كرونكيل» للبث من أجل تشكيل هيئة الإذاعة ABS-CBN.
أصبحت ابنته فيكتوريا أصغر مضيفة لقصر «ملاكانانج»، وهي في عمر السادس عشر، عندما صعد كويرينو للرئاسة في 17 أبريل 1948. تزوجت من «لويس إم. كونزاليس» في عام 1950، الذي أصبح سفيرًا فلبينيًا إلى إسبانيا في الفترة بين (1966-1971).

## مهنته في الكونجرس

### مجلس النواب
انخرط كويرينو في الممارسة الخاصة للقانون حتى انتخابه عضوًا لمجلس النواب الفلبيني عام 1919 إلى عام 1925، خلفًا لِ «ألبرتو رييس». أصبح في العام 1925 نائبًا في الكونجرس خلفًا لِ «فيسنتي سينجسون بابلو».

### مجلس الشيوخ
انتُخِب كويرينو عضوًا في مجلس الشيوخ من عام 1925 وحتى 1931 ممثلًا لمقاطعة السيناتور الأولى، شغل بعدها منصب وزيرًا للمالية، ووزيرًا للداخلية في حكومة الكومنولث.

## روابط خارجية
- البيديو كويرينو على موقع الموسوعة البريطانية (الإنجليزية)
- البيديو كويرينو على موقع مونزينجر (الألمانية)
- البيديو كويرينو على موقع إن إن دي بي (الإنجليزية)

| المناصب السياسية   | المناصب السياسية         | المناصب السياسية     |
| ------------------ | ------------------------ | -------------------- |
| سبقه مانويل روكساس | رئيس الفلبين 1948 - 1953 | تبعه رامون ماجسايساى |